# Radiofrequenza
Una radiofrequenza, nota anche con la sigla RF, indica generalmente un segnale elettrico o un'onda elettromagnetica ad alta frequenza che si propaga nello spazio o in un cavo coassiale.
Viene spesso utilizzato per specificare circuiti o sistemi elettronici che elaborano e gestiscono segnali elettromagnetici ad alta frequenza (es. "amplificatore a RF", "stadio RF"). Nel caso di segnali via etere, con radiofrequenza si intendono onde elettromagnetiche di frequenza compresa tra qualche Hz e 300 GHz. Le lunghezze d'onda variano da 100000 km (da 3 Hz) a 1 mm (a 300 GHz).

## Tabella sinottica
| Nome                        | Simbolo | Estensione        | Lunghezza d'onda          | Applicazioni |
| --------------------------- | ------- | ----------------- | ------------------------- | --- |
| Extremely low frequency     | ELF     | da 3 a 30 Hz      | da 100.000 km a 10.000 km | comunicazioni tra sottomarini |
| Super low frequency         | SLF     | da 30 a 300 Hz    | da 10.000 km a 1.000 km   | distribuzione di energia elettrica (50 hz e 60 hz) |
| Ultra low frequency         | ULF     | da 300 Hz a 3 kHz | da 1.000 km a 100 km      | rilevamento dei minerali |
| Very low frequency          | VLF     | da 3 a 30 kHz     | da 100 km a 10 km         | LORAN, apparati per la navigazione aerea |
| Low frequency               | LF      | da 30 a 300 kHz   | da 10 km a 1 km           | trasmissioni internazionali, navigational beacons, lowFER |
| Medium frequency            | MF      | da 300 a 3000 kHz | da 1 km a 100 m           | navigational beacons, trasmissioni radio AM, comunicazioni marittime e aeronautiche |
| High frequency              | HF      | da 3 a 30 MHz     | da 100 m a 10 m           | onde corte, bande radioamatoriali: [80m, 60m, 40m, 30m, 20m, 17m, 15m, 12m, 10m], banda cittadina (CB), banda radioamatoriale 10 metri, Near Field Communication                                       |
| Very high frequency         | VHF     | da 30 a 300 MHz   | da 10 m a 1 m             | banda radioamatoriale: [6m e 2 m], trasmissioni radio FM, trasmissioni televisive, airband |
| Ultra high frequency        | UHF     | da 300 a 3000 MHz | da 100 cm a 10 cm         | trasmissioni televisive, banda radioamatoriale 70 cm, radio LPD, telefono cellulare, radio SRD, reti wireless (Wifi), forni a microonde, satelliti orbitanti, radiomicrofoni (se rimane banda libera). |
| Super high frequency        | SHF     | da 3 a 30 GHz     | da 10 cm a 1 cm           | reti wireless (Wifi), radar, satellite. |
| Extremely high frequency    | EHF     | da 30 a 300 GHz   | da 10 mm a 1 mm           | microonde, radioastronomia, telerilevamento, sistemi d'arma avanzati, security scanning, banda radioamatoriale 1,2 mm                                                                                  |
| Tremendously high frequency | THF     | da 300 GHz a 3THz | da 1 mm a 0,1 mm          | radioastronomia |

## Applicazioni ed utilizzo

### Medicina
La radiofrequenza (RF) è stata usata per trattamenti medici per oltre 75 anni, in generale per interventi chirurgici minimamente invasivi, con ablazione a radiofrequenza e la crioablazione, compreso il trattamento di apnea del sonno. La risonanza magnetica usa onde di radiofrequenza per generare le immagini delle frequenze del corpo.
La radiofrequenza inoltre viene a volte usata come una forma di trattamento cosmetico che può rinnovare la pelle, ridurre il grasso, o favorire la guarigione. La diatermia a radiofrequenza è un trattamento medico che usa RF indotta come calore per una forma di terapia fisica strumentale e nelle procedure chirurgiche. È comunemente usato per il rilassamento muscolare. È anche un metodo di riscaldamento elettromagnetico del tessuto a fini terapeutici in medicina.
La diatermia è usata nella terapia fisica strumentale per fornire calore moderato direttamente a lesioni patologiche nei tessuti più profondi del corpo. Chirurgicamente, il calore estremo che può essere prodotto da diatermia può essere usato per distruggere neoplasie, verruche e tessuti infetti e per cauterizzare i vasi sanguigni per prevenire un eccessivo sanguinamento. La tecnica è particolarmente preziosa in neurochirurgia e chirurgia dell'occhio. Attrezzature a diatermia operano tipicamente dalle MF alle VHF (1—100 MHz) o UHF (434—915 MHz).